# Thunia
Thunia is een geslacht met vijf soorten tropische orchideeën uit de onderfamilie Epidendroideae.
Het geslacht heeft opvallende witte bloemen, met een felgekleurde of van uitstulpingen voorziene bloemlip. Het geslacht is afkomstig uit China, India en Zuidoost-Azië.

## Naamgeving enetymologie
- Synoniem: Phajus Lindl. (1831)

Het geslacht is vernoemd naar de graaf van Thun-Hohenstein (1786-1873), een Boheemse orchideeënverzamelaar.

## Kenmerken
Thunia-soorten zijn tot 1 m grote, kruidachtige, terrestrische, epifytische of lithofytische orchideeën zonder pseudobulben. De enigszins knopige en vlezige bloemstengel is onderaan omgeven door bladachtige schubben, die naar de top overgaan in echte, grijsgroene bladeren.
De bloeiwijze is een eindstandige tros met verschillende grote, opvallende witte bloemen en blijvende schutbladen. De bloemlip is meestal afwijkend gekleurd, geribd of geaderd.
Het gynostemium draagt vier of acht pollinia.

## Habitaten verspreiding
Thunia-soorten komen voor in loofbossen, op de grond, op bomen of rotsen, op hoogtes van 100 tot 2300 m. Het verspreidingsgebied is van India tot Zuidoost-Azië en China.

## Taxonomie
Het geslacht omvat vijf soorten. De typesoort is Thunia alba (Lindl.) Rchb.f. (1852).
- Thunia alba (Lindl.) Rchb.f. (1852) (=Thunia marshalliana Rchb.f. (1877))
- Thunia bensoniae Hook.f. (1868)
- Thunia brymeriana Rolfe (1892)
- Thunia candidissima (N.E.Br.) Rchb.f. (1888)
- Thunia pulchra Rchb.f. (1872)